# Habasit Holding AG
 (août 2017).

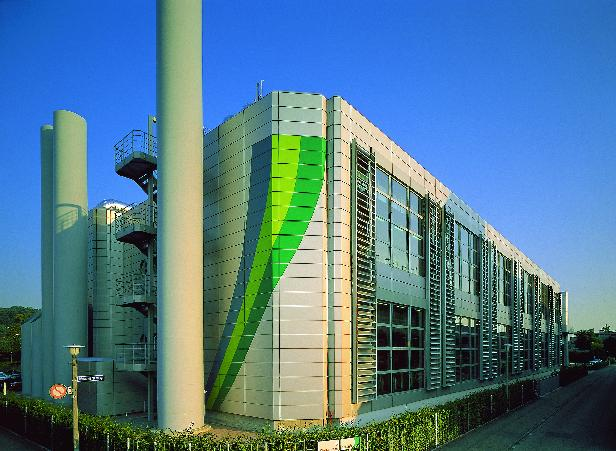
Le siège de Habasit Holding AG à Reinach, Bâle (Suisse)

La société Habasit Holding AG dont le siège est situé à Reinach, est un fabricant suisse de courroies de transmission et de bandes transporteuses. Composé de 38 filiales, le groupe dispose de 17 unités de production et est représenté dans plus de 70 pays. Avec un effectif supérieur à 3 600 personnes, le groupe a réalisé en 2013 un chiffre d'affaires de 629,6 millions de francs suisses.

## Historique
L'entreprise  a été fondée en 1946 à Bâle par Fernand Habegger et sa future épouse Alice Fluck, et fit en 1953 son entrée sur le marché des cordons et des sangles de broche. La société déménage en 1959 de Bâle à Reinach et devient en 1961 Habasit AG. En 1965, Habasit créé sa première filiale à l'étranger, en Grande-Bretagne, marquant ainsi le début de son expansion à l'international. D'autres filiales furent créées au Canada, en Espagne, en Autriche, en Suède et aux États-Unis en 1967, au Japon en 1968, au Brésil en 1972, en Allemagne en 1974, en Italie en 1976, en France en 1979 et en Norvège en 1981.
En 1985, le groupe comptait 738 employés et réalisa un chiffre d'affaires de 130 millions de francs suisses. L'année suivante, Habasit ouvre deux filiales, l'une en Belgique et l'autre aux Pays-Bas. Le décès de Fernand Habegger fondateur de la société, survint en 1992.
L'expansion de la société s'accéléra à partir du milieu des années 1990 par le rachat de différentes sociétés en Suisse, en Italie, aux États-Unis et au Royaume-Uni.
En 2010, le groupe Habasit acquit le fabricant italien de moteurs Rossi Motoriduttori.
Habasit est la contraction de : Habegger Basel Bakelit

## Marques
- HabaFLOW - Bandes transporteuses textiles
- HabaDRIVE - Courroies de transmission de puissance
- HabasitLINK - Tapis modulaires en plastique
- HabaSYNC - Courroies dentées
- HabaCHAIN - Chaînes plastiques
- HabiPLAST - Profilés
- HabaTOOL - Machines et outils
- Habasit Cleandrive - Bandes monolithiques à entraînement positif